# Shunpei Inoue
Shunpei Inoue (井上 俊平?, Inoue Shunpei; fl. XX secolo) è stato un calciatore giapponese, di ruolo attaccante.

## Carriera
Shunpei Inoue partecipò ad un'unica partita della Nazionale di calcio del Giappone, durante l'edizione del 1925 dei Giochi dell'Estremo Oriente, giocando contro la Cina il 20 maggio 1925 a Manila. Il Giappone perse con un risultato di 5-1.
Inoue ha anche fatto parte della squadra comunale di Osaka.